# Gänheim
Gänheim ist ein Gemeindeteil der Stadt Arnstein im unterfränkischen Landkreis Main-Spessart in Bayern.

## Geographie

### Lage
Das Haufendorf Gänheim liegt im östlichen Teil des Landkreises Main-Spessart auf ca. 215 m ü. NHN und grenzt an den Landkreis Schweinfurt. Zur Gemarkung gehören außerdem der Weiler Ruppertzaint, der Aussiedlerhof Lindenhain und die Einzelsiedlung Aumühle. Der Ort wird von dem kleinen Flusslauf der Wern durchzogen, in die kurz vor der Ortsgrenze von rechts der Hörleinsgraben mündet. Gänheim befindet sich etwa auf halber Strecke zwischen der Quelle der Wern bei Pfersdorf und ihrer Einmündung in den Main bei Wernfeld.
An Gänheim grenzen folgende Gemarkungen:
|          | Schraudenbach                               |            |
| Arnstein | Kompassrose, die auf Nachbargemeinden zeigt | Zeuzleben  |
|          | Binsbach                                    | Mühlhausen |

### Naturraum
Gänheim ist Teil der Wern-Lauer-Platten, einer Haupteinheit der Mainfränkischen Platten. Der nördliche Teil um Ruppertzaint gehört dabei zur naturräumlichen Einheit der Heßlarer Hochfläche und ein kleineres Gebiet im Süden zu der des Gramschatzer Waldes, während der Ort selbst im Werngrund liegt.

### Geologie
Die Gemarkung befindet sich in der mittleren Trias, genauer im Oberen Muschelkalk. An der Oberfläche liegt hier die nach dem Ort benannte Lage der Gänheim-Bank. Diese erstreckt sich von Schlesien bis in den Elsass und ist reich an Fossilien, insbesondere Ceratiten. Die beiden seit den 1980ern aufgelassenen Steinbrüche Gänheims waren daher bis zu ihrer Renaturierung bei Fossiliensammlern beliebt.

## Name
Die ältesten Bezeichnungen für Gänheim sind Gawinheim, Gouvenheim und Gowenheim, sowie die späteren Varianten Geinhem, Gehnheim und Genheimb. Der ursprüngliche Ortsname besteht aus dem Personennamen Gawin, Abkürzung von Gawibald, und dem Grundwort -heim, so dass er sich etwa mit „Heim/Siedlung/Wohnstätte des Gawin“ – des mutmaßlichen Gründers – übersetzen lässt. Die Endung -heim deutet dabei auf die Entstehung zur Zeit der Fränkischen Landnahme vom 5. bis zum 8. Jahrhundert hin.

## Geschichte

### Ursprünge und Mittelalter
Funde von Steinbeilen in der Gänheimer Gemarkung belegen eine Besiedlung in der Jungsteinzeit. Erstmals urkundlich erwähnt wird Gänheim im Jahr 752, in der Schenkung von Fiskalgütern durch König Pippin an das Bistum Würzburg.
Im Jahr 1057 gelangte Gänheim in den Besitz des Grafen Otto von Schweinfurt, Herzog von Schwaben. Die erste Adelsfamilie in Gänheim trat urkundlich im Jahr 1189 in Erscheinung, als in Urkunden ein Adelsgeschlecht auftauchte, das in Gänheim seinen Sitz hatte und sich nach dem Dorf nannte.

### Neuzeit
Im Jahr 1614 wurde unter der Regierung des Fürstbischofs Julius Echter ein erstes kleines Schulhaus errichtet. Am 31. Oktober 1631 kam der Dreißigjährige Krieg in Gestalt der ersten schwedischen Reiter nach Arnstein und Gänheim mit Plünderung, Brandschatzung und Erpressung. Einige Jahre später hatten sich zwei zu General Isolani gehörende kroatische Regimenter in Gänheim einquartiert. Bereits 1634 war nahezu der ganze Ort abgebrannt. Nach dem Krieg hatte Gänheim nur noch zwei männliche Bewohner.
Für das Jahr 1811 ist dokumentiert, dass die Siedlung Gänheim über 86 Wohnhäuser und 439 Einwohner verfügte. Im Jahr 1890 wurde eine Bahnhaltestelle an der 1877–79 erbauten Werntalbahn eröffnet. 1875 wurde eine Freiwillige Feuerwehr im Ort gegründet.

### 20. Jahrhundert
Im Jahr 1900 wurde eine Postagentur eröffnet, 1911 erhielt Gänheim eine Wasserleitung und 1920 Stromanschluss. Im Ersten Weltkrieg verloren 22 Gänheimer ihr Leben, im Zweiten Weltkrieg belief sich die Zahl der Gefallenen auf 50.
Mit der Einstellung des Personenverkehrs auf der Bahnstrecke Waigolshausen – Gemünden 1976 wurde die 1890 errichtete Bahnhaltestelle in Gänheim aufgegeben. Am 1. Mai 1978 wurde die bis dahin selbständige Gemeinde Gänheim im Zuge der Gebietsreform in Bayern in die Stadt Arnstein eingegliedert. Bereits seit dem 16. Jahrhundert sind aus Gänheim Schultheißen und Bürgermeister bezeugt. Von 1919 bis zur Eingemeindung hatten folgende Personen dieses Amt inne:

## Bauwerke

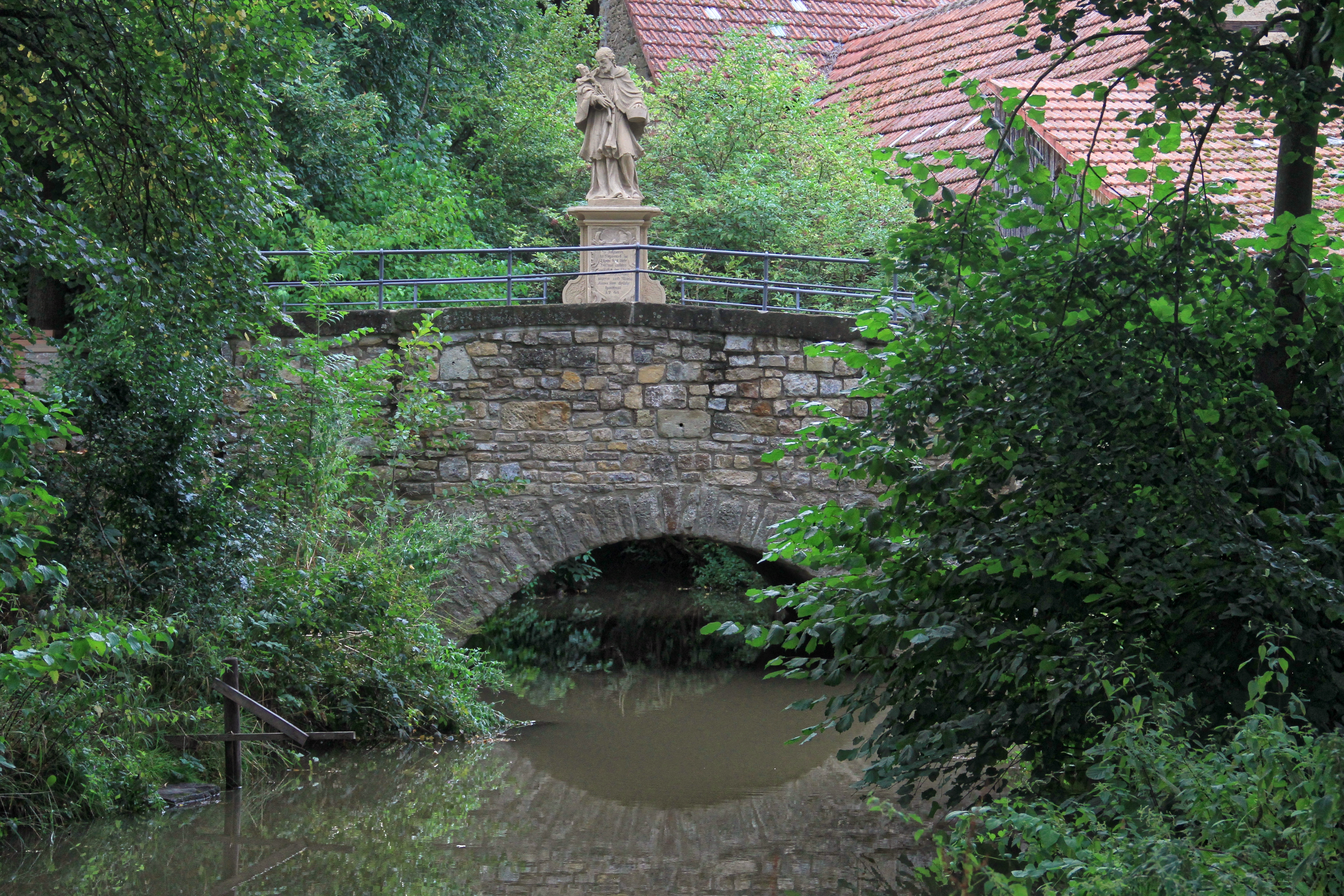
Brücke über den Mühlbach mit Nepomukstatue

Zu den in Gänheim befindlichen Baudenkmälern von Arnstein gehören neben einigen Bildstöcken die Dorfkirche St. Laurentius mit dem typisch süddeutschen Zwiebelturm, das Pfarrhaus von 1687 sowie die Brücke über Wern und Mühlbach mit der Statue des Brückenheiligen Nepomuk von 1756.

## Verkehr
Unmittelbar nördlich von Gänheim liegen die Bundesstraße 26 und die Werntalbahn. In südlicher Richtung führt die Kreisstraße MSP 4 aus dem Ort nach Binsbach. Über dem östlichen Gemarkungsrand verläuft die Werntalbrücke der A 7, deren nächstgelegene Auffahrt sich bei Gramschatz befindet.
Durch Gänheim führen außerdem der Fränkische Marienweg, der Jakobsweg und der Werntalradweg.

## Persönlichkeiten
- Nikolaus Wecklein (1843–1926), Altphilologe und Rektor des Maximiliansgymnasiums München, Großvater von Werner Heisenberg
- Christian Wück (* 1973), Fußball-Bundesligaspieler